# St. Maria (Rittersbach)

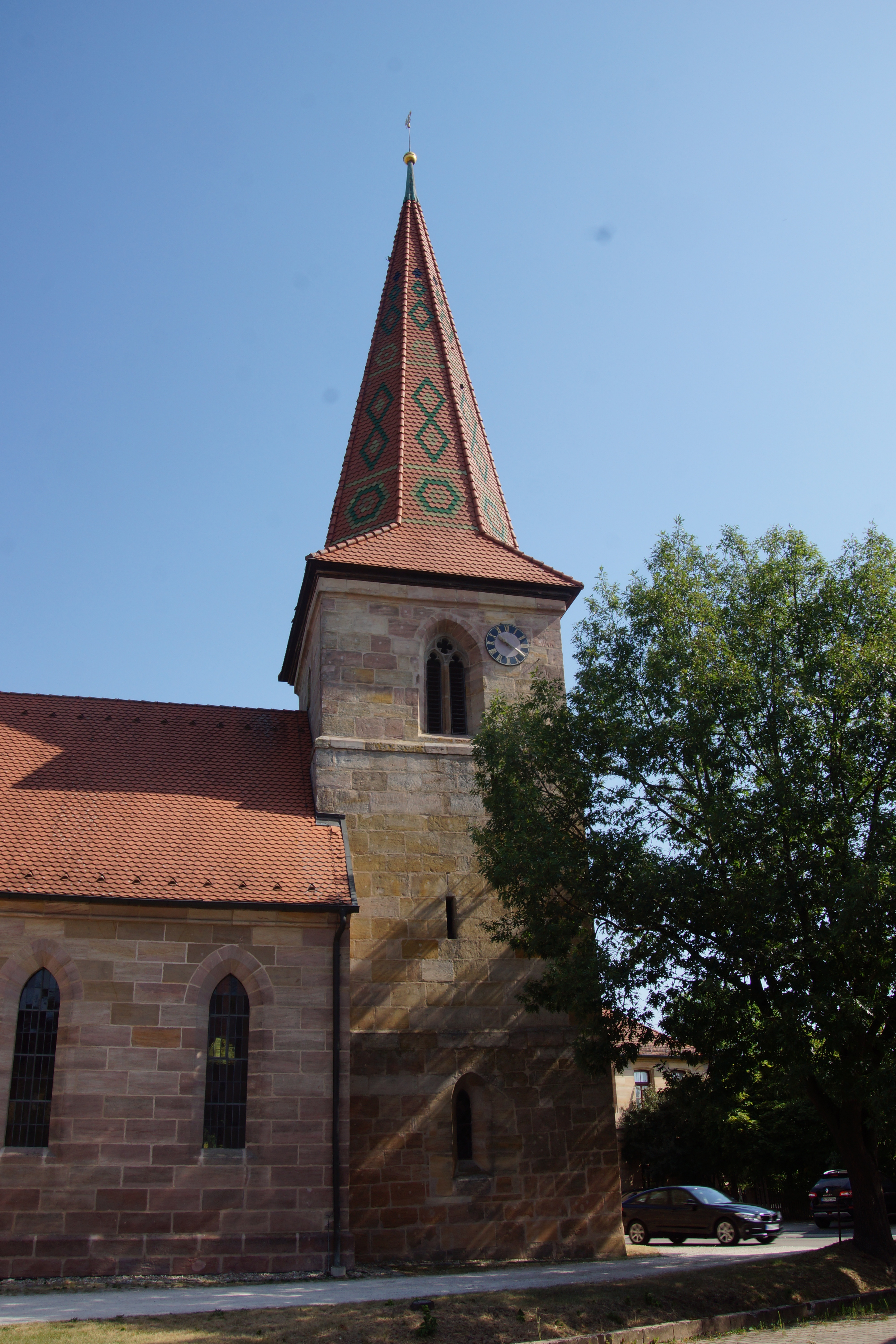
St. Maria (Rittersbach)

Die denkmalgeschützte, evangelisch-lutherische Pfarrkirche St. Maria  steht in Rittersbach, einem Gemeindeteil der Gemeinde Georgensgmünd im Landkreis Roth (Mittelfranken, Bayern). Die Kirche ist unter der Denkmalnummer D-5-76-121-104 als Baudenkmal in der Bayerischen Denkmalliste eingetragen. Die Kirche gehört zur Pfarrei Rittersbach im Dekanat Schwabach im Kirchenkreis Nürnberg der Evangelisch-Lutherischen Kirche in Bayern.

## Beschreibung
Der Vorgängerbau der heutigen Saalkirche geht auf das Jahr 1441 zurück. Von ihr ist der Chorturm erhalten, der 1840 aufgestockt wurde, um die Turmuhr und den Glockenstuhl unterzubringen, und mit einem achtseitigen Knickhelm bedeckt wurde. Das neugotische Langhaus wurde 1887 im Westen erneuert, nachdem das alte zu klein geworden war. Die Kirchenausstattung stammt aus der Bauzeit. Der Hochaltar und die beiden Seitenaltäre wurden zu einer Gruppe zusammengeschlossen.